# Charlotte for Ever (album)
Pour les articles homonymes, voir Charlotte for Ever.
Albums de Charlotte Gainsbourg
5:55
Charlotte for Ever est le premier album de la chanteuse franco-britannique Charlotte Gainsbourg, composé par Serge Gainsbourg et interprété par Charlotte. Sorti en 1986, alors que celle-ci était âgée de quinze ans, cet album est le seul que Serge a écrit et composé pour sa fille.
L'album original, sorti en 1986, contient huit chansons. Une nouvelle édition, parue en 1991 sous le titre Actrices : Charlotte Gainsbourg, Lemon incest, contient en plus le titre Lemon Incest, duo entre Charlotte et son père, initialement paru en 1984 sur l'album Love on the Beat de Serge Gainsbourg.

## Liste des titres
| No | Titre | Durée |
| -- | --- | ----- |
| 1. | Charlotte for Ever (en duo avec Serge Gainsbourg - inspiré d'un andantino de Aram Khatchatourian)               |       |
| 2. | Ouvertures éclair                                                                                               |       |
| 3. | Oh Daddy oh |       |
| 4. | Don't forget to forget me                                                                                       |       |
| 5. | Plus doux avec moi (en duo avec Serge Gainsbourg)                                                               |       |
| 6. | Pour ce que tu n'étais pas                                                                                      |       |
| 7. | Élastique |       |
| 8. | Zéro pointé vers l'infini (Adapté d'une chanson russe, V lesu prifrontovom, avec la musique par Matveï Blanter) |       |
| 9. | (Uniquement sur la réédition de 1991) Lemon Incest (en duo avec Serge Gainsbourg)                               |       |

## Écriture et composition
Tous les titres de l'album sont écrits et composés par Serge Gainsbourg, mis à part les titres :
- Charlotte for ever, qui est un arrangement de l’Andantino pour piano de Aram Khatchatourian (op.5);
- Zéro pointé vers l'infini, dont la musique est empruntée à Dans la forêt près du front (V lesu prifrontovom) de Matveï Blanter;
- Lemon Incest, dont la musique est inspirée de l’Étude op. 10, no 3 de Chopin.
- 2 instrumentaux des titres "oh daddy oh" et "ouvertures éclair" apparaissent dans la bande originale du film Tenue de Soirée de Bertrand Blier sorti en salle fin avril 1986.

## Musiciens et chœurs
- Claviers : Gary Georgett
- Saxophone : Stan Harrison
- Basse : John K
- Guitare : Billy Rush
- Batterie : Thunder Smith
- Chœurs : George Simms et Steve Simms

## Thèmes
Les chansons Ouvertures éclairs, Élastique et Zéro pointé vers l'infini font part des tourments d'une adolescente qui s'interroge sur le sens de sa vie et sur l'amour. Les autres chansons, et particulièrement les duos, traitent des relations entre Serge Gainsbourg et sa fille : amour fusionnel (Charlotte for Ever), et même trop (Plus doux avec moi), qui frôle l'inceste (Lemon Incest).